# Wełyke Artakowe
Wełyke Artakowe (ukr. Велике Артакове) – wieś na Ukrainie, w obwodzie mikołajowskim, w rejonie basztańskim. W 2001 liczyła 169 mieszkańców.